# ビートルバム
「ビートルバム」 (Beetlebum) は、1997年に発表されたイギリスのオルタナティヴ・ロックバンド、ブラーのアルバム『ブラー』の収録曲であり、アルバムのリード・シングル。ブラーにとって、キャリア2番目のチャートNo.1シングルとなった。

## 概要
タイトルの"Beetlebum"は造語であるが、ジョン・レノンにインスパイアされて作曲されたとも言われ、デーモン・アルバーンのガールフレンド、ジャスティーン・フリッシュマンのドラッグ経験が基になっているという。ブリットポップ狂騒の終わりを象徴するかのような、美しくも儚い曲。グレアムの独創的なギターワークが曲の骨組みを担う。ボーカル部分はアイスランドのレイキャヴィークで収録。プロモーション・ビデオはBig Sky StudiosのStudio3にて撮影され、監督はソフィー・ミュラーが務めた。また、ブラーのビデオでは初めてアニメーションが使われた。

## トラックリスト
Red 7"
1. Beetlebum
2. Woodpigeon Song

CD1
1. Beetlebum
2. All Your Life
3. A Spell (For Money)

CD2
1. Beetlebum
2. Beetlebum (Mario Caldato Jr. mix)
3. Woodpigeon Song
4. Dancehall

ジャパニーズ・エディションCD
1. Beetlebum
2. All Your Life
3. Woodpigeon Song
4. A Spell (For Money)

## 収録アルバム
- 『ブラー』
- 『ザ・ベスト・オブ』
- 『ミッドライフ：ビギナーズ・ガイド・トゥ・ブラー』